# Bob van der Houven

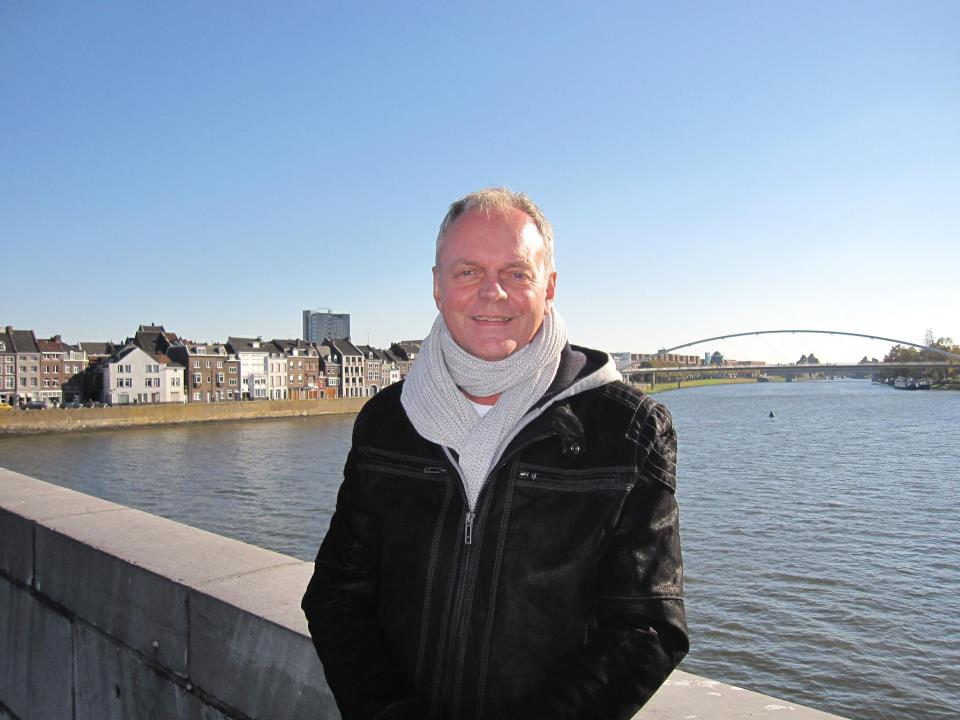
Bob van der Houven

Bob van der Houven (* 28. Mai 1957 in Garmisch-Partenkirchen) ist ein niederländischer Ansager und Synchronsprecher. Er ist in den Niederlanden vor allem bekannt für die Doku-Serie Rail Away sowie für seine Stimme in verschiedenen Hörspielen und Filmen.

## Filmografie (als Synchronsprecher)
- 1982: E.T. – Der Außerirdische – E.T. (niederländische Version von 2003)
- 1985: Die Raccoons – Damsel Baden-Baden
- 1987: DuckTales – Neues aus Entenhausen – Tick, Trick und Track
- 1993: Papa Biber Sagt – Papa Biber
- 2002: Harry Potter und die Kammer des Schreckens – Dobby
- 2002: Lilo und Stitch – Stitch (Niederländisch, Flämisch, Deutsch und Italienisch)
- 2007: Phineas und Ferb – Dr. Heinz Doofenshmirtz
- 2010: Harry Potter und die Heiligtümer des Todes – Teil 1 – Dobby
- 2011: Die Abenteuer von Tim und Struppi – Das Geheimnis der Einhorn – Hergé